# Ambasada Białorusi w Abu Zabi
Ambasada Białorusi w Abu Zabi (biał. Пасольства Рэспублікі Беларусь у Абу-Дабі; ros. Посольство Республики Беларусь в Абу-Даби) – misja dyplomatyczna Republiki Białorusi w Zjednoczonych Emiratach Arabskich.
Ambasador Białorusi w Abu Zabi oprócz Zjednoczonych Emiratów Arabskich akredytowany jest także w Królestwie Arabii Saudyjskiej, Królestwie Bahrajnu i w Państwie Kuwejt.

## Historia
Zjednoczone Emiraty Arabskie nawiązały stosunki dyplomatyczne z Białorusią 20 października 1992. Ambasada Białorusi w Abu Zabi została otworzona w grudniu 1999. Na terenie tego państwa działa ponadto Konsulat Generalny Białorusi w Dubaju.
Z pozostałymi państwami akredytacji ambasady Białoruś nawiązała stosunki dyplomatyczne:
- z Kuwejtem 25 maja 1992[5]
- z Bahrajnem 1 lipca 1996[6]
- z Arabią Saudyjską 6 czerwca 1997[7].

### Ambasadorzy
- Uładzimir Sulimski (1999 - 2008)
- Alaksandr Siamieszka (2008 - 2013)
- Raman Hałouczenka (2013 - 2018)
- Andrej Łuczanok (2019 - nadal)[1]